# Paracoccus yeei

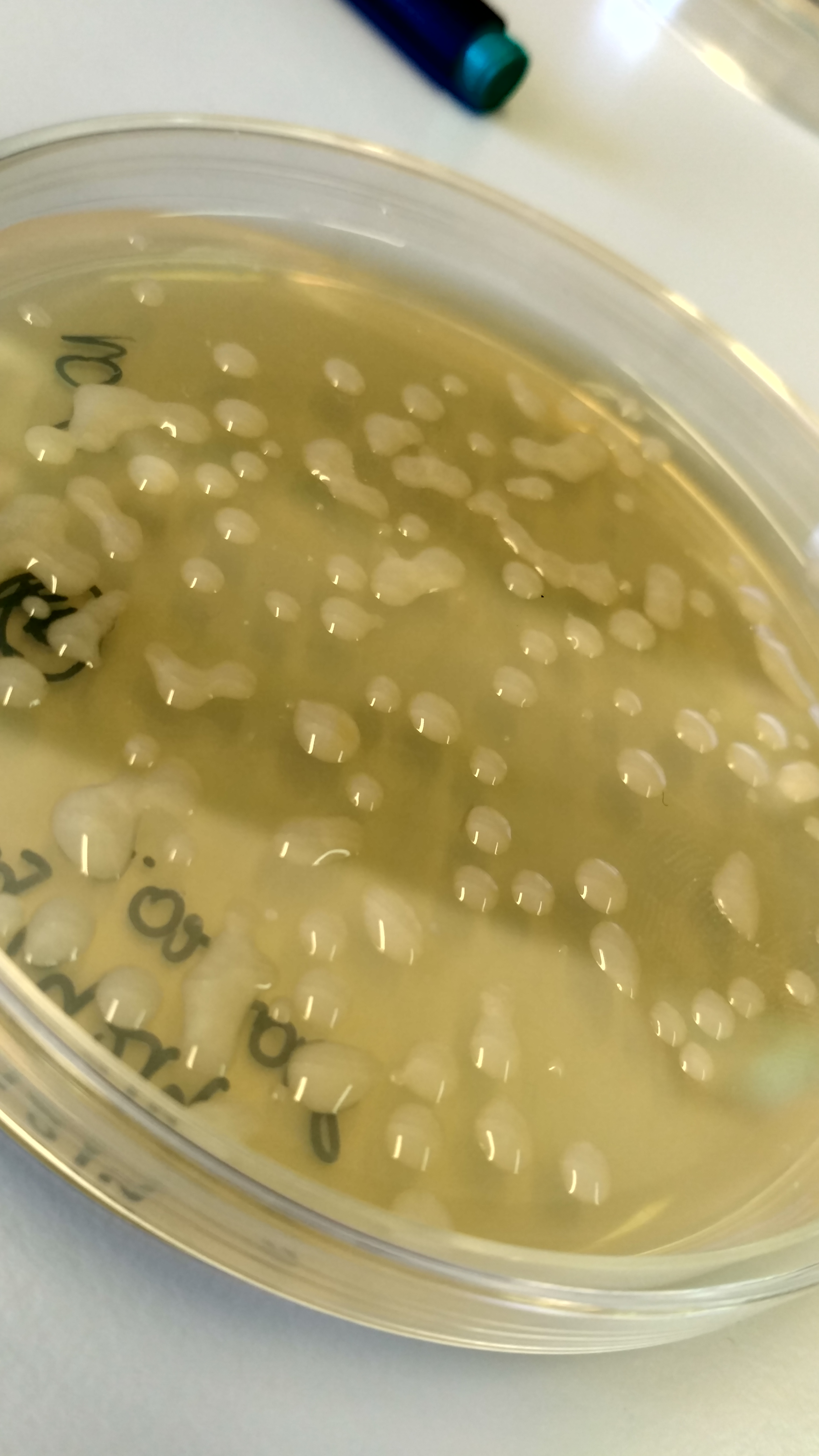
Śluzowate kolonie Paracoccus yeei (szczep CCUG 54214) na podłożu LB po inkubacji w 30 °C przez 48h.

Paracoccus yeei – dawniej Paracoccus yeeii, tlenowa bakteria Gram-ujemna z rodzaju Paracoccus. Jest ona oportunistycznym patogenem ludzi. Rośnie na podłożu LB, agarze MacConkeya oraz na agarze wzbogaconym krwią. Posiada kilka szczepów, w tym szczepy środowiskowe. Naturalnie występuje w glebie i słonych wodach. Pierwsze doniesienia o istnieniu Paracoccus yeei pochodzą z 2002 roku, kiedy wyizolowano szczep z próbek tkanki ludzkiej (dializat 77-letniego mężczyzny z zapaleniem otrzewnej).
Genom szczepu pobranego z ludzkiej skóry zsekwencjonowano w 2018 roku. Zawiera on chromosom o długości 3,58 Mbp oraz sześć plazmidów.

## Charakterystyka
Paracoccus yeei tworzy na podłożu stałym duże, nieregularne i śluzowate kolonie. Kształt komórek waha się od typowego dla ziarnkowca, do typowego dla pałeczki. 
P. yeei jest nieruchliwą, oksydazo-dodatnią, katalazo-dodatnią, Gram-ujemną bakterią. Nie wytwarza gazu w hodowli z glukozą. Wykorzystuje glukozę i ksylozę jako źródło węgla (niektóre szczepy także laktozę). Ponadto większość szczepów posiada ureazę i jest zdolna do redukcji azotanów.  
Bakteria ta najlepiej rośnie w temperaturze 35 °C. 
Zawartość par CG w genomie została określona na poziomie 62% (szczep G1212).
Bakterię wyizolowano z różnych części ciała człowieka wliczając w to skórę uszu, kostki, powierzchnię oka, krew, żółć oraz płyn mózgowo-rdzeniowy. Nie wiadomo jednak, jak bakteria przedostaje się do organizmu.

## Patogeneza
Mechanizm patogenezy Paracoccus yeei nie jest znany. 
Bakterię tą wykryto między innymi u ludzi z zapaleniem otrzewnej, marskością wątroby oraz u ludzi po przeszczepie serca, rogówki. Powoduje ona bakteriemię. Jest niewrażliwa na cefalosporyny trzeciej generacji.
Bakterię tą wykrywano posługując się sekwencjonowaniem 16S rRNA.
Wiele artykułów poświęconych Paracoccus yeei podkreśla niewielki stopień diagnozowania tej bakterii u osób chorych.
Trwają badania nad jej patogenezą.